# آریل کارنو
آریل کارنو (انگلیسی: Ariel Carreño؛ زادهٔ ۴ مارس ۱۹۷۹) بازیکن فوتبال اهل آرژانتین است.
از باشگاه‌هایی که در آن بازی کرده‌است می‌توان به باشگاه فوتبال بوکا جونیورز، باشگاه فوتبال لانوس، باشگاه فوتبال سانتا فه، باشگاه ورزشی سن لورنسو آلماگرو، و باشگاه فوتبال تون اشاره کرد.